# Перейра Сенра, Валтенсир
Валтенсир Перейра Сенра (порт.-браз. Valtencir/Waltencir Pereira Senra; 11 ноября 1946, Жуис-ди-Фора — 17 сентября 1978, Маринга) — бразильский футболист, левый защитник.

## Карьера
Валтенсир начал карьеру в молодёжном составе клуба «Ботафого». В 1966 году он выиграл с командой молодёжный чемпионат штата Рио-де-Жанейро. С 1967 года он стал играть за основной состав команды. В том же году футболист помог команде выиграть Кубок Гуанабара и чемпионат штата Рио-де-Жанейро. В 1968 году «Ботафого» повторил это достижение, а также одержал победу в розыгрыше Чаши Бразилии. С 1972 году Валтенсир потерял место в основном составе команды, откуда его вытеснил Мариньо Шагас. Футболист даже провёл несколько матчей на несвойственной ему позиции правого защитника. В составе «Ботафого» защитник выступал на протяжении десяти сезонов, проведя 453 матча и забив 6 голов. В 1976 году он ненадолго уехал играть в Венесуэлу.
Вернувшись в Бразилию, Валтенсир перешёл в клуб «Колорадо». там он играл три сезона. 7 сентября 1978 года на 38-й минуте матча между «Колорадо» и «Гремио» из Маринги Валтенсир столкнулся с игроком команды соперника Нивалдо. Валенсир при столкновении упал и ударился верхней частью спины об газон. После падения у футболиста начались судороги, а затем он застыл. Его, бессознательного, отнесли на носилках в раздевалку. Врач «Гремио» Карлос Сабойя провёл реанимационные мероприятия, включавшие дыхание «рот-в-рот» и массаж сердца. Затем Валтенсира отвезли в местную больницу, где он скончался. После вскрытия причиной смерти назвали перелом и вывих шейного отдела позвоночника и разрыв спинного мозга. Нивалдо позже заявил: «Я не виноват в произошедшем, меня оправдали. Однако никому бы не понравилось, если бы его имя было связано с подобным исходом». Через месяц между клубами была проведена выставочная игра, все доходы от которой пошли семье футболиста.

## Международная статистика
| Матчи Валтенсира за сборную Бразилии | Матчи Валтенсира за сборную Бразилии | Матчи Валтенсира за сборную Бразилии | Матчи Валтенсира за сборную Бразилии | Матчи Валтенсира за сборную Бразилии | Матчи Валтенсира за сборную Бразилии | Матчи Валтенсира за сборную Бразилии |
| ------------------------------------ | ------------------------------------ | ------------------------------------ | ------------------------------------ | ------------------------------------ | ------------------------------------ | ------------------------------------ |
| №                                    | Дата                                 | Место проведения                     | Оппонент                             | Счёт                                 | Голы                                 | Турнир                               |
| 1                                    | 7 августа 1968                       | Рио-де-Жанейро                       | Аргентина                            | 4:1                                  | 1                                    | Товарищеский матч                    |

## Достижения
- Победитель турнира Начала чемпионата Рио-де-Жанейро: 1967
- Обладатель Кубка Гуанабара: 1967, 1968
- Чемпион штата Рио-де-Жанейро: 1967, 1968
- Обладатель Чаши Бразилии: 1968

## Личная жизнь
Валтенсир был женат на Марии Терезинье. У них было двое детей, Игор и Тисиана. Во время смерти футболиста, Мария была беременна третьим ребёнком.